# Gunnar Aspelin
Gunnar Aspelin (Södra Mellby, 23 settembre 1898 – Simrishamn, 29 agosto 1977) è stato uno storico della filosofia svedese, già professore di filosofia teoretica all'Università di Lund.

## Biografia
Da giovane si occupò di Hegel e di Marx, prendendo da quest'ultimo la visione della Storia.
Nel 1953 ha cofondato la Società Hans Larsson, poiché i suoi studi sono stati successivamente incentrati su Hans Larsson - anche lui professore a Lund. Successivamente, è diventato medievalista.